# ユタ映画批評家協会賞 (2013年)
12th UFCA Awards

作品賞: 

『ゼロ・グラビティ』
第12回ユタ映画批評家協会賞（だい12かいユタえいがひひょうかきょうかいしょう）は2013年の映画を対象としており、2013年12月20日に発表された。

## 受賞一覧

### 作品賞
- 受賞 - 『ゼロ・グラビティ』
  - 次点 - 『それでも夜は明ける』

### 監督賞
- 受賞 - アルフォンソ・キュアロン - 『ゼロ・グラビティ』
  - 次点 スティーヴ・マックイーン - 『それでも夜は明ける』

### 主演男優賞
- 受賞 - キウェテル・イジョフォー - 『それでも夜は明ける』
  - 次点 オスカー・アイザック - 『インサイド・ルーウィン・デイヴィス 名もなき男の歌』

### 主演女優賞
- 受賞 - アデル・エグザルホプロス - 『アデル、ブルーは熱い色』
  - 次点 ケイト・ブランシェット - 『ブルージャスミン』
  - 次点 サンドラ・ブロック - 『ゼロ・グラビティ』

### 助演男優賞
- 受賞 - ビル・ナイ - 『アバウト・タイム〜愛おしい時間について〜』
  - 次点 マイケル・ファスベンダー - 『それでも夜は明ける』

### 助演女優賞
- 受賞 - スカーレット・ヨハンソン - 『her/世界でひとつの彼女』
  - 次点 ジェニファー・ローレンス - 『アメリカン・ハッスル』

### オリジナル脚本賞
- 受賞 - エドガー・ライト、サイモン・ペグ - 『ワールズ・エンド 酔っぱらいが世界を救う!』
  - 次点 ナット・ファクソン、ジム・ラッシュ - 『プールサイド・デイズ』

### 脚色賞
- 受賞 - ジュリー・デルピー、イーサン・ホーク、リチャード・リンクレイター - 『ビフォア・ミッドナイト』
  - 次点 ジョン・リドリー - 『それでも夜は明ける』

### 撮影賞
- 受賞 - エマニュエル・ルベツキ - 『ゼロ・グラビティ』
  - 次点 ブリュノ・デルボネル - 『インサイド・ルーウィン・デイヴィス 名もなき男の歌』

### アニメーション映画賞
- 受賞 - 『アナと雪の女王』
  - 次点 - 『風立ちぬ』
  - 次点 - 『コクリコ坂から』

### 外国語映画賞
- 受賞 - 『アデル、ブルーは熱い色』 フランス
  - 次点 - 『ある過去の行方』 イラン